# Igman
L'Igman è una montagna della Bosnia ed Erzegovina centrale nei pressi di Ilidža, a pochi chilometri dalla capitale Sarajevo. La vetta principale, Vlahinja, tocca i 1.502 metri.

## Eventi
Durante la seconda guerra mondiale sul fronte jugoslavo, attraverso il monte Igman si svolse nel gennaio 1942 la drammatica ritirata della 1ª Brigata proletaria d'assalto dei partigiani jugoslavi; nonostante le difficoltà del percorso e il tempo proibitivo con neve e temperature estreme, i combattenti riuscirono a sfuggire alle truppe tedesche della Wehrmacht e a ripiegare in salvo fino a Foča. La ritirata è passata alla storia come la marcia di Igman e i partigiani che effettuarono la manovra, 730 combattenti tra cui 50 feriti, divennero gli Igmanci, gli "uomini dell'Igman".
Il monte ha ospitato alcune gare dei XIV Giochi olimpici invernali di Sarajevo 1984. Sulle sue pendici, in località Malo Polje, sorge il trampolino olimpico; in località Veliko Polje si articolava invece la pista di sci di fondo.